# Mireille Calle-Gruber
Pour les articles homonymes, voir Calle et Gruber.
 (août 2012).
Mireille Calle-Gruber, née en 1945, est une critique littéraire française.
Professeure à l'université Sorbonne-Nouvelle, elle est membre de la Société royale du Canada depuis 1997.

## Biographie
Mireille Calle-Gruber a commencé sa carrière en tant qu'enseignante et en tant qu'attachée universitaire des Affaires étrangères françaises (missions en Tchécoslovaquie, Égypte, Italie, Allemagne, Canada). Théoricienne du roman, de l'esthétique et des croisées pluridisciplinaires, elle a publié des ouvrages consacrés à des auteurs contemporains : Michel Butor, Hélène Cixous, Assia Djebar, Marguerite Duras, Claude Ollier, Pascal Quignard, Claude Simon, se rapportant au cinéma (Nelly Kaplan, Jacques Rivette), ou à la question des différences sexuelles, dans ses rapports à la création artistique et littéraire.
Elle a dirigé les Œuvres complètes en 12 volumes de Michel Butor à La Différence (2006-2010), le Cahier de L'Herne Quignard (2021) et co-dirigé le Dictionnaire Universel des Créatrices en 3 volumes, avec Béatrice Didier et Antoinette Fouque, éditions Des Femmes, 2013 ; édition numérique 2016.
Elle a publié la Biographie de Claude Simon, Une vie à écrire, Seuil, 2011, et un second tome de cette Biographie, Claude Simon, être peintre, Hermann, 2021.
Elle a créé en 2019 la série des Cahiers Butor qu'elle co-dirige aux éditions Hermann, et dirige avec Hélène Campaignolle-Catel, Melina Balcazar et Florence Clavaud, l'édition numérique des manuscrits de Femmes et du Tramway de Claude Simon.

## Ouvrages

### Fictions
- Arabesques (Actes Sud, 1985)
- La Division de l'intérieur, L'Hexagone, Québec, 1996
- Midis. Scènes aux bords de l'oubli, Trois, Québec, 2000
- Tombeau d'Akhnaton, La Différence, 2006
- Consolation, La Différence, 2010.
- Le Chevalier morose, récit-scénario, avec Michel Butor, Paris, Hermann, 2017.
- Tombeau d’Akhnaton, roman, précédé de « Lettre d’Assia Djebar à Mireille Calle-Gruber » et « Une surabondance dans le cœur » par Mireille Calle-Gruber, HDiffusion, 2019.

### Livres d'artiste
- Sang d’encre, avec un dessin de Roger Cosme Estève, Voixéditions Richard Meier, 2007.
- Jungles. L’épidermique beauté du monde, avec les peintures de Roger Cosme Estève, Voixeditions Richard Meier, 2009.
- Les Couleurs de l’ombre, avec neuf lavis de Colette Deblé, Voixéditions Richard Meier, 2010.
- Porte de la couleur, avec « Perspective Rouge I, II » et « Monolithes » de Georges Ayats, Perspective Rouge, Préface de Joséphine Matamoros, Voixéditions Richard Meier, 2011.
- L’épidermique beauté du monde (extrait), avec « Le Hareng de Diogène » de Roger Cosme Estève, Voixéditions Richard Meier, 2012.

### Études
- Itinerari di scrittura (Bulzoni, Italie, 1982)
- L'Effet-fiction. De l'illusion romanesque (Nizet, 1989)
- Les Métamorphoses-Butor. Entretiens (Griffon d'Argile/Québec, Presses universitaires de Grenoble, 1991)
- Photos de racines (éditions des femmes, 1994) avec Hélène Cixous
- La Ville dans L'Emploi du temps de Michel Butor (Nizet, 1995), avec une préface de Michel Butor.
- Les Partitions de Claude Ollier (L'Harmattan, 1996)
- Histoire de la littérature française au XXe siècle ou Les Repentirs de la littérature (Honoré Champion, 2000)
- Assia Djebar, la résistance de l'écriture (Maisonneuve & Larose, 2001)
- Du Café à l’Éternité. Hélène Cixous à l’œuvre, (Galilée, 2002)
- Le Grand Temps. Essai sur Claude Simon (Presses universitaires du Septentrion, 2004)
- Hélène Cixous (Portfolio), Adpf, Ministère des Affaires étrangères (La Documentation française 2005)
- Assia Djebar, Adpf, Ministère des Affaires étrangères (La Documentation française 2006)
- « Le Récit de la description ou De la nécessaire présence des demoiselles allemandes tenant chacune un oiseau dans les mains », in Claude Simon, Œuvres, Gallimard, « Bibliothèque de la Pléiade », 2006, p. 1527-1549
- Les Triptyques de Claude Simon ou l'art du montage. Presses Sorbonne nouvelle, 2008.
- Jacques Derrida, la distance généreuse, La Différence, 2009.
- Claude Simon, L'inlassable réancrage du vécu, Paris, La Différence, 2010.
- Claude Simon. Une vie à écrire, Le Seuil, 2011  (ISBN 978-2-87449-199-3)().
- Marguerite Duras, la noblesse de la banalité, Éditions de l'Incidence, 2014.   (ISBN 978-2-918193-28-9)
- Claude Simon, la mémoire du roman. Lettres de son passé (1914-1916), avec François Buffet, préface de Michel Butor, Bruxelles, Les Impressions Nouvelles, 2014.
- Claude Simon, Le Cheval, édité et postfacé par Mireille Calle-Gruber, Paris, Editions du Chemin de fer, 2015.
- Pascal Quignard ou Les leçons de ténèbres de la littérature, Paris, Galilée, 2019.
- Claude Simon, La Séparation, édité et postfacé par Mireille Calle-Gruber, Paris, Les éditions du Chemin de fer, 2019.
- Les Comptes du temps. L’Archive Claude Simon. Carnets de Tante Mie, édité et introduit par Mireille Calle-Gruber, Préface de Pascal Quignard, Paris, HDiffusion, 2020.
- Sur le geste de l’abandon, avec Pascal Quignard, Paris, Hermann, 2020.
- Claude Simon, de l’image à l’écriture, avec Claire Muchir, Paris, HDiffusion, 2021.
- Claude Simon, être peintre, Paris, Hermann, 2021.

### Direction d'ouvrages collectifs
- Il mestiere di scrivere (Bastogi Editore, Italie, 1983) avec L. Cenerini.
- Lectures de Victor Hugo (Nizet, 1986) avec Arnold Rothe.
- Autobiographie et Biographie (Nizet, 1989) avec Arnold Rothe.
- « Narrer. L'Art et la manière », RSH no 221 (Presses universitaires de Lille-III, 1991)
- La Création selon Michel Butor. Colloque de Queen's University (Nizet, 1991)
- Du féminin (Griffon d'Argile/Québec, Presses universitaires de Grenoble, 1992)
- « Écrit/Écran », Cinémas volume 4 no 1 (Presses universitaires de Montréal, 1993) avec Jean-Jacques Hamm.
- Mises en scène d'écrivains. Assia Djébar, Nicole Brossard, Madeleine Gagnon, France Théoret (Griffon d'Argile/Québec, Presses universitaires de Grenoble, 1993)
- Claude Simon. Chemins de la mémoire (Griffon d'Argile/Québec, Presses universitaires de Grenoble, 1993)
- Renouveau de la parole identitaire (Presses universitaires de Montpellier, 1994)
- Les Sites de l'écriture (Nizet, 1995)
- Scènes de genres. Ou faire parler, faire entendre la différence sexuelle (Le Griffon d'Argile, Québec, 1996)
- Butor et l'Amérique (L'Harmattan, 1998)
- Hélène Cixous, croisées d'une œuvre (Galilée, 2000)
- Paratextes. Études aux bords du texte (L'Harmattan, 2000) avec Elisabeth Zawisza
- « Obstétrique de la littérature. Poétiques des différences sexuelles », Rue Descartes no 32 (Collège International de Philosophie/PUF, 2001)
- Au Théâtre, au Cinéma, au Féminin (L'Harmattan, 2001) avec Hélène Cixous
- « Algérie à plus d'une langue », Études Littéraires volume 33 no 3 (Presses de l'Université Laval, Québec, 2001)
- Simone Weil, la passion de la raison (L'Harmattan, 2003) avec Eberhard Gruber.
- Nelly Kaplan. Le Verbe et la lumière (L'Harmattan, 2004) avec Pascal Risterucci.
- Assia Djebar. Nomade entre les murs... (Académie Royale de Belgique/Maisonneuve & Larose, 2005)
- « Les récits des différences sexuelles », Marguerite Duras no 1 (La Revue des Lettres Modernes, Minard, 2005) avec Bernard Alazet.
- Genèses Généalogies Genres. Autour de l’œuvre d'Hélène Cixous (Galilée, 2006) avec Marie-Odile Germain.
- Assia Djebar, Littérature et transmission, avec Wolfgang Asholt et Dominique Combe, Presses Sorbonne nouvelle, 2010.
- Œuvres complètes de Michel Butor, La Différence, 12 vol., 2006-2010.
- Pascal Quignard, la littérature démembrée par les muses, avec Gilles Declercq et Stella Spriet, Presses Sorbonne nouvelle, 2011.
- Reprises et transmissions : autour du travail de Daniel Mesguich, avec Gilles Declercq et Stella Spriet, Presses Sorbonne nouvelle, 2012.
- Le Dictionnaire universel des créatrices, Éditions des femmes, 2013. Sous la direction de Mireille Calle Gruber, d’Antoinette Fouque et de Béatrice Didier.
- Fictions des genres, avec Sarah Anaïs Crevier-Coulet et Anaïs Frantz, Éditions universitaires de Dijon, 2013.
- La conférence de Heidelberg (1988) - Heidegger : portée philosophique et politique de sa pensée avec Jacques Derrida, Hans-Georg Gadamer, Philippe Lacoue-Labarthe, textes réunis, présentés et annotés par Mireille Calle-Gruber, Note de Jean-Luc Nancy, Lignes-Imec, 2014.
- Migrations maghrébines comparées : genre, ethinicité, religions, avec Yolande Cohen et Elodie Vignon, Riveneuve Éditions éditions, 2014.
- Claude Simon. Les Vies de l'archive, avec Melina Balcázar, Sarah Anaïs Crevier-Coulet et Anaïs Frantz, Éditions universitaires de Dijon, 2014..
- Claude Simon, la mémoire du roman. Lettres de son passé (1914-1916), Avec François Buffet. Michel Butor (préface), Éditeur : Les Impressions Nouvelles, 2014.
- Pascal Quignard, Translations et métamorphoses, avec Jonathan Degenève et Irène Fenoglio, Hermann, 2015.
- Dictionnaire sauvage Pascal Quignard, avec Anaïs Frantz, Paris, Hermann, 2016.
- Présences de Claude Simon, Colloque du Centenaire à Arbois, avec Agnès Cousin de Ravel et François Migeot, Mont-de-Laval, L’Atelier du Grand Tétras, 2016.
- Pascal Quignard, les « Petits traités » au fil de la relecture, Colloque de Verone, avec Stefano Genetti et Chantal Lapeyre, Studi Francesi, n°181, 2017.
- Ecritures migrantes du genre. Croiser les théories et les formes littéraires en contextes comparés, Colloque de la Sorbonne Nouvelle, avec Sarah-Anaïs Crevier Goulet et Christine Lorre, Paris, Honoré Champion, 2017.
- Ecritures migrantes du genre (II). Langues, arts, inter-sexionnalités génériques, Colloque de la Sorbonne Nouvelle, avec Sarah-Anaïs Crevier Goulet, Paris, Presses Sorbonne Nouvelle, 2017.
- Europe en mouvement. A la croisée des cultures. Cerisy Berlin, Colloque de Cerisy, Avec Wolfgang Asholt, Edith Heurgon et Patricia Oster-Stierle, Paris, Hermann, 2018.
- Peter Handke. Analyse du temps, Colloque de Cerisy, avec Ingrid Gilcher-Holtey et Patricia Oster-Stierle, Paris, Presses Sorbonne Nouvelle, coll. « Archives », 2018.
- Les folles littéraires, des folies lucides. Les états borderline du genre et ses créations, avec Sarah-Anaïs Crevier Goulet, Andrea Oberhuber, Maribel Penalver Vicea, Montreal, éditions Nota Bene, 2019.
- Europe en mouvement 2, Nouveaux regards, Cerisy-Berlin, Colloque de Cerisy. Avec Wolfgang Asholt, Edith Heurgon, Patricia Oster Stierle, Pairs, Hermann, 2019.
- Cahiers Butor « Compagnonnages », avec Jean-Paul Morin et Adèle Gpdefroy, N°1, Hermann, 2019.
- Les écritures paradoxales de la passion. Hommage à Bernard Alazet, avec Jonathan Degenève et Midori Ogawa, Paris, Garnier, 2020.
- Cahier de L’Herne Quignard, Les éditions de L’Herne, 2021.
- Assia Djebar. Le manuscrit inachevé, avec Anaïs Frantz, Paris, Presses Sorbonne Nouvelle, coll. « Archives », 2021.
- Cahiers Butor « Michel Butor et les peintres », avec Patrick Suter, N°2, Hermann, 2022.
- Marguerite Duras. Scènes des différences sexuelles, avec Bernard Alazet, Garnier/Revue des lettres modernes, 2022.

### Mélanges
- Mireille Calle-Gruber : l'amour du monde à l'abri du monde dans la littérature, sous la direction de Sarah-Anaïs Crevier-Goulet, Anaïs Frantz et Élodie Vignon, Hermann, octobre 2015. Avec des inédits de Pascal Quignard et de Michel Butor. Lavis de Colette Deblé [lire en ligne].